# Hoxton Park, New South Wales
Hoxton Park este o suburbie în Sydney, Australia.